# 林嘉欣 (象棋棋手)
林嘉欣（罗马拼音：Lam Ka Yan，1989年12月5日—），香港象棋棋手。

## 簡歷
林嘉欣的父母為中醫，受爸爸及兩位哥哥的影響，5歲便開始學習中國象棋。2007年至2009年連續三年成為「全港公開象棋個人賽」女子組冠軍。。
2007年林嘉欣於中華基督教會基元中學中五畢業，2009年於中華基督教會基朗中學中七畢業。其後，於中國香港棋院任職象棋教練，全身投入棋壇；並在第十一屆「世界象棋錦標賽」中獲國際棋聯的「象棋大師」稱號，成為第一個得此名號的香港女棋手。2010年，她在「全港個人錦標賽」中報了女子組外，還挑戰以男棋手為主的乙組賽，只差兩名才能進身最高水平的甲組。她每天都會上網與國內的棋手交手，並跟隨香港隊總教練陳振杰練習技術。
2010年，林代表中國香港參加2010年亞洲運動會，出戰象棋女子個人賽，最後奪得第5名。

## 主要獎項
- 2007年：「全港公開象棋個人賽」女子組 冠軍
- 2008年：「全港公開象棋個人賽」女子組 冠軍
- 2009年：「全港公開象棋個人賽」女子組 冠軍
- 2009年：「世界象棋錦標賽」女子組 第4名
- 2010年：「全國體育運動會」業餘團體 3等獎
- 2010年：廣州亞洲運動會 象棋女子個人賽 第5名